# Troleibuzele din Brăila
Rețeaua de troleibuz din Brăila a asigurat transportul electric din oraș. Rețeaua a fost inaugurată în 23 august 1989 cu două linii: linia 8 între Gară–Bulevardul Dorobanților–Cartier Hipodrom și linia 12 pe traseul Gară–Bulevardul Dorobanților–Liceul Agricol, urmate în 1990 de un alt traseu în centrul orașului. Datorită materialului rulant nefiabil (format din troleibuze DAC 117E și 217E) traseul spre Liceul Agricol a fost abandonat încă din 1992. În 1993 mai erau funcționale doar 6 troleibuze din cele 15 cumpărate inițial, care au fost folosite pe linia 8 până în 1999 când s-a renunțat complet la rețeaua de troleibuze.